# Sosybius
Genre
Synonymes
- Adamator Petrunkevitch, 1942
- Adjunctor Petrunkevitch, 1942
- Adulatrix Petrunkevitch, 1942

Sosybius est un genre fossile d'araignées aranéomorphes de la famille des Trochanteriidae.

## Distribution
Les espèces de ce genre ont été découvertes dans de l'ambre de la mer Baltique. Elles datent du Paléogène. Le  Musée-galerie de l'Ambre de Vilnius  abrite quelques exemplaires fossilisés de cette araignée.

## Liste des espèces
Selon The World Spider Catalog 17.0 :
- †Sosybius berendti Wunderlich, 2004
- †Sosybius decumana (C. L. Koch & Berendt, 1854)
- †Sosybius falcatus Wunderlich, 2004
- †Sosybius fusca (Petrunkevitch, 1942)
- †Sosybius kochi Wunderlich, 2004
- †Sosybius lateralis Wunderlich, 2004
- †Sosybius longipes Wunderlich, 2004
- †Sosybius major C. L. Koch & Berendt, 1854
- †Sosybius minor C. L. Koch & Berendt, 1854
- †Sosybius mizgirisi Wunderlich, 2004
- †Sosybius parva (Petrunkevitch, 1942)
- †Sosybius perniciosus Wunderlich, 2004
- †Sosybius rufa (Petrunkevitch, 1942)
- †Sosybius similis Petrunkevitch, 1942
- †Sosybius succineus (Petrunkevitch, 1942)
- †Sosybius tibialis Wunderlich, 2004
- †Sosybius unispinosus Wunderlich, 2004

## Publication originale
- (de) C. L. Koch & Berendt 1854 : Die im Bernstein befindlichen Crustaceen, Myriapoden, Arachniden und Apteren der Vorwelt. Die in Berstein befindlichen Organischen Reste der Vorwelt. Berlin, vol. 1, no 2, p. 1-124.